# 头花赤瓟
头花赤瓟（学名：Thladiantha capitata）为葫芦科赤瓟属的植物，是中国的特有植物。分布于中国大陆的四川等地，生长于海拔1,000米至2,700米的地区，常生于山坡、林缘或灌木丛中，目前尚未由人工引种栽培。